# Parafia św. Małgorzaty w Żurowej
Parafia św. Małgorzaty w Żurowej – parafia rzymskokatolicka, znajdująca się w diecezji tarnowskiej, w dekanacie Ołpiny.